# Distretto di Bindėr
Il distretto di Bindėr è uno dei diciassette distretti (sum) in cui è suddivisa la provincia del Hėntij, in Mongolia. Conta una popolazione di 3.455 abitanti (censimento 2010). 